# Западни български земи и Сърбия
„Западни български земи и Сърбия“ е исторически и етнографски труд от Гаврил Занетов. В него се прави системен обзор и паралелен преглед на българското със сръбското историческо развитие. Разгледани са в исторически контекст основните западнобългарски и сръбски историко-географски области, като авторът набляга на етнографските различия между българи и сърби и определя етническата сръбско-българска граница.

## История
В писмо до издателя от 10 ноември 1916 г. авторът обяснява причините, подтикнали го към подробно изучаване на българо-сръбските отношения. Гаврил Занетов изтъква, че в последните години преди изготвяне на този труд, вникването в българо-сръбската проблематика му е било единственото занятие. Според автора съществува голяма нужда от такъв труд, още повече, 
| „ | че въпросът не беше изучен, не беше осветлен от никого | “ |

.

## Съчинения
При изготвянето на труда авторът ползва заемки от предходните си две издания „Българи на Морава“ и „Западните предели на българската народност“, като ползва и 147 тематични съчинения на други автори на немски, френски, румънски, руски, сръбски и български език.

## Изводи
Авторът изяснява, че след присъединяването на Моравската област към царството е отишъл в Морава, за да си обясни някои неясноти и съмнения. В резултат на пътуването се убеждава в следното:
1. цялото население от двете страни на река Велика Морава е ново
2. старото моравско племе, което е известно от историята, не съществува
3. новото население е преселено в последните столетия от по-южните български земи
4. езикът на населението е донякъде посърбен, под влиянието на официалния сръбски език и държавната власт, като се е образувало едно ново моравско наречие, което се нарича сръбско, но всъщност е сръбско-българско и значително се отличава от чисто сръбския език
5. българският произход на това население, във връзка със значителните български елементи в езика му, ни дават право да го считаме за българско, а за в бъдеще да искаме то да стане и съвършено българско 

## Благодарност
В края на предговора, авторът изказва благодарност за ценното съдействие за напечатване на този труд на министър-председателя доктор Васил Радославов, както и на доктор Асен Кермекчиев за оказаното насърчение и съдействие за бързото довършване на труда. Западни български земи и Сърбия излиза от печат през 1917 година.

## Значение
В качеството си на научен принос „Западни български земи и Сърбия“ е първият тематичен систематизиран и обобщен исторически и етнографски труд по въпросите за българо-сръбските различия и граници. Концептуално авторът успява да уясни в исторически контекст тези различия и граници, ползвайки историографския похват за отразяване на историческите събития и факти от гледна точка на етноса, а не на държавността. Сръбската историография по обективни причини, за разлика от българската, винаги разглежда историята от етническа гледна точка, а не от държавническа. В този смисъл, авторът отдава първостепенно значение на въпроса за изяснение на сръбските и българските области и землища при обяснение на последвалите ги исторически събития и процеси.